# FDJ United
Pour les articles homonymes, voir FDJ.
FDJ UNITED, nouveau nom du groupe Française des jeux depuis mars 2025, est une société anonyme française créée en 1976, à la suite du lancement du Loto national en 1976. Son capital est alors détenu à 72 % par l'État français, qui lui a confié, sous contrôle du ministre chargé du Budget, le monopole des jeux de loterie et de paris sportifs sur les territoires de la France métropolitaine, de Guadeloupe, de Guyane, de Martinique et de La Réunion, de Saint-Barthélemy, de Saint-Martin, de Saint-Pierre-et-Miquelon, de la Polynésie française et de la Principauté de Monaco. Depuis l’entrée en vigueur de la loi no 2010-476 du 12 mai 2010, relative à l’ouverture à la concurrence et à la régulation du secteur des jeux d’argent et de hasard en ligne, ses activités de paris en ligne sont ouvertes à la concurrence. En 2018, le gouvernement annonce envisager l’ouverture de son capital. La mise en vente des actions par l'État a lieu en novembre 2019 et correspond à 52 % du capital.

## Historique
Héritière de la Loterie nationale française, créée en 1933, elle s'appelle successivement « Société de la Loterie nationale et du Loto national » (SLNLN) en 1979, puis « France Loto » en 1989. Ce changement de nom, cette année-là, marque aussi une profonde restructuration de l'entreprise. La participation de l'État passe de 51 à 72 %, celle des émetteurs de billets de 49 à 20 % et les salariés et les courtiers sont autorisés à entrer dans le capital à hauteur de 5 et 3 %. Le capital est augmenté de 20 à 500 millions de francs (3 à 76 millions d'euros) ce qui permet des investissements importants. Deux ans plus tard en 1991, elle change de nouveau de nom et devient « la Française des jeux ».
Le succès du Loto en 1976, grâce aux progrès de l'informatique et aux tirages télévisés a largement contribué au renouveau de l'entreprise.
Le principe de territorialité régit l'activité de la plupart des loteries dans le monde. Mais l'intégration européenne et les nouvelles technologies comme Internet modifient dans les pays de l'Union européenne cette situation de monopole. La Française des Jeux se trouve ainsi concurrencée par des loteries ou sociétés de paris en ligne sur Internet. La Française des jeux a entamé une coopération avec d'autres loteries d'État européennes, lançant ainsi un jeu de tirage commun, Euro Millions avec les loteries britannique et espagnole, rejointes en 2004 par les loteries de six autres pays : Autriche, Belgique, Irlande, Luxembourg, Portugal et Suisse.
Les missions qui sont confiées à la Française des jeux créent des devoirs en matière de gestion : la Française des jeux a contribué en 2005 pour 2 330 000 000 € aux finances publiques et à la couverture des risques à travers les prélèvements opérés sur les mises au profit de l'État, du sport ou des finances sociales.
En 2011, sa filiale LB POKER, commune avec le groupe Barrière était déficitaire de 30 M€.
À partir de 2006, FDJ développe au sein de sa politique RSE un programme de « Jeu responsable ».
Le 28 octobre 2009, la Française des jeux annonce qu'elle a décidé d'utiliser une marque commerciale plus courte « FDJ » afin de simplifier et renforcer son image, quelques mois avant l'ouverture à la concurrence du marché français des jeux d'argent en ligne. Elle dévoile également un nouveau logo pour cette marque avec un trèfle à quatre feuilles modernisé.
Tracfin, la cellule antiblanchiment de Bercy, signalera en juin 2011, avoir reçu 300 signalements de la Française des jeux pour l'année 2010.
En juillet 2015 le Conseil d'administration de la FDJ « approuve à l'unanimité le projet stratégique 2015-2020 de FDJ ». Selon Stéphane Pallez, PDG du Groupe, la FDJ prévoit « plus de 400 millions d'euros d'investissements technologiques et dans son réseau physique pour accompagner les nouveaux usages digitaux de ses 27 millions de clients ». À mi-parcours, le groupe a investi près de 300 millions d’euros, sur une enveloppe de 500 millions sur la période, essentiellement en informatique et sur la numérisation du réseau. Désormais 11 % des mises sont numérisées, soit 3,5 fois plus qu’en 2014. En trois ans, les mises ont progressé de 17 % et atteignaient en 2017 15,1 milliards d’euros.
En décembre 2017, le gouvernement français fait amorcer la privatisation de la Française des jeux sous la supervision du groupe bancaire BNP Paribas. En avril 2018, Le Journal du dimanche fait part du souhait du Gouvernement d'introduire la Française des jeux en bourse. Gérald Darmanin avait déjà confirmé qu'une ouverture de capital était à l'étude. Si cette introduction était amenée à aboutir, il est envisagé de garder une « minorité de blocage » afin d'assurer une sécurité minimum de l'État actionnaire dans la direction. En avril 2019, la loi relative à la croissance et la transformation des entreprises acte la privatisation pour plus de la moitié du capital. Après l'autorisation donnée par l’Autorité des marchés financiers (AMF) la mise en vente des actions a lieu à compter du 7 novembre 2019. L’État détenait jusqu'alors 72 % du capital et reste actionnaire à hauteur d’environ 20 %.
Fin mars 2020, alors que la France doit rester confinée en pleine épidémie de Covid-19, la Française des Jeux annonce de lourdes pertes financières pour l'année à venir. Si 80 % des lieux de mises restent ouverts, la fréquentation est en forte baisse et les responsables tablent sur une perte mensuelle de 55 millions d'euros en raison d'une baisse de 50 % des mises,.
En 2022, la fin des confinements permet à la Française des Jeux de voir ses mises remonter de 8,7 % pour un total de 20,6 milliards d'euros. Le chiffre d'affaires est aussi en progression de 9,1 % à 2,46 milliards d'euros.
En 2023, la FDJ finalise l'acquisition du Groupe ZEturf pour concurrencer le PMU sur le secteur hippique.
La même année, l'entreprise crée le service Nirio, contraction de near you (« près de vous »), inspiré du Paiement de proximité du ministère des Finances. Le service s'appuie sur les débits de jeu (bar-tabac-presse) pour permettre le paiement de factures ou de péages d'autoroute en flux libre.
En janvier 2024, la FDJ lance une OPA sur le Suédois Kindred Group, la maison-mère de son concurrent Unibet, qu'elle espère acquérir pour une somme estimée à 2,6 milliards euros,. En octobre de la même année, la FDJ vise à acquérir au total 98,6 % du capital de l'opérateur de jeux en ligne suédois.
En avril 2024, la FDJ lance un nouveau jeu baptisé Crescendo et qui offre 1 chance sur 3,96 de gagner des sommes allant de 3 à 100 000 euros.
En mars 2025, la Française des jeux change de nom et se renomme FDJ UNITED.

## Différents jeux

### Jeux de tirage
- Loto
- Super Loto
- EuroMillions
- Keno
- Joker +
- Amigo
- Bingo Live (jeu en ligne)
- EuroDreams

Le Tac-O-Tac avait la particularité d'être à la fois un jeu de grattage et un jeu de tirage. Un contrat de diffusion avec TF1 a permis la diffusion du jeu télévisé Tac O Tac TV de 1999 à 2003, puis avec le jeu télévisé Tac O Tac, gagnant à vie de 2004 à 2006 sur France 3 et en 2007 sur NT1. Tac O Tac n'existe plus depuis 2014.

#### Loto
Sur un projet élaboré par Maurice Caradet, à la tête de la Loterie Nationale Française, depuis le 16 septembre 1974, le Loto, jeu national, est né en France en 1975 d'un décret signé par Jacques Chirac, Premier ministre, et Jean-Pierre Fourcade, ministre de l'Économie et des Finances, Christian Poncelet étant secrétaire d'État au Budget. Le premier tirage eut lieu en public au théâtre de l'Empire à Paris le mercredi 19 mai 1976, 73 680 bulletins seulement avaient été enregistrés pour un total de 50 600 francs. Dès lors, le nombre des bulletins et le montant des mises croîtront de semaine en semaine jusqu’à atteindre, au 1er anniversaire en mai 1977 un 1er grand record, salué en France comme un phénomène de société et retentissant à l’étranger. Il est organisé par la Française des jeux qui a réalisé, pour LOTO, un chiffre d’affaires de 1,5 Mds € en 2012. Une partie est redistribuée aux joueurs et le reste finance principalement le centre national pour le développement du sport. FDJ est le premier financeur du sport pour tous avec plus de 200 millions € en 2012.
Au début, seule la région parisienne avait des points de vente (1 000 en 1976). Durant l'été 1977, l'ensemble du territoire est progressivement couvert. Puis au début de l'année 1978, il est possible d'acheter des bulletins dans les départements d'Outre-Mer. Il existe aujourd’hui plus de 34 000 points de vente présents dans 12 000 communes.
En septembre 1976 un premier gagnant fait la une de la presse. La semaine suivante, le nombre de bulletins monte brusquement à 250 000. Un mois après, un million de bulletins sont vendus puis les ventes progressent d'un million par mois jusqu'en mai 1977 où l'on enregistre le record de sept millions de bulletins par semaine, un an après le lancement.
En France, Maurice Caradet, alors président de la Société de la Loterie nationale et du Loto national (SLNLN), confiera dès 1980 la production de tous les tirages télévisés de la société qu'il dirige à Gilbert Richard, ex-producteur de nombreuses émissions télévisées pour la jeunesse. Sous sa responsabilité, entre 1980 et 1992, plusieurs animateurs du Loto ont été chargés de présenter les numéros gagnants aux téléspectateurs : citons entre autres, Annie Poirel, Jean-Marc Laurent, Évelyne Biazzi, Daniel Richard. Par la suite, Valérie Payet et David Martin accompagnés de Solange du Part et Didier Gircourt prirent la relève.
Le chiffre d'affaires LOTO est redistribué aux gagnants pour 50,5 % (gain exonéré d'impôts), à la société La Française des jeux pour 12 % et à l'État pour 37,5 % sous forme de taxes et de dividendes. Les Gueules cassées, une association de blessés de guerre née après la Première Guerre mondiale, actionnaire historique de la Loterie nationale, perçoit également des dividendes.
Le jeu Loto a subi de nombreuses évolutions. Le 10 mars 1984, un deuxième tirage hebdomadaire est introduit le samedi. Puis le 2 septembre 1990, le Loto « 4 tirages » est lancé. Le Loto « Système Flash » (formule simple) fait son apparition. Avec ce système, le joueur se voit attribuer aléatoirement une combinaison par un terminal informatique. Il est suivi par le Loto « Système Flash multiple » le 19 juin 1994.
Le 16 juin 1996, la Française des Jeux lance la formule « Loto rénové », puis le 12 octobre 1997, le « nouveau Loto ».
En octobre 2008, la combinaison gagnante passe de 6 numéros (13 983 816 combinaisons) à 5 numéros + N° chance (19 068 840 combinaisons). Le numéro complémentaire disparait pour laisser sa place au numéro chance. La mise minimale est de 2 € (une seule grille, un seul tirage) au lieu de 1,20 € (pour 2 grilles et 2 tirages). Le 6 octobre, un troisième tirage hebdomadaire est introduit le lundi.
Le 7 octobre 2012, nouvelle version avec 3 options supplémentaires de jeu (Compte double, Duo et Double chance) est instaurée.
Le 6 mars 2017, un tirage supplémentaire s'ajoute à la grille classique : des grilles participantes sont tirées au sort permettant de gagner « plusieurs dizaines de milliers d'euros ».
À compter du 4 novembre 2019 une nouvelle option est offerte aux joueurs : deuxième tirage (2nd) qui, pour 0,80 € supplémentaires, permet de retenter la chance avec les mêmes 5 numéros de la grille, hors numéro Chance, et peut permettre de remporter un jackpot supplémentaire de 100 000 € à partager. Un arrêté du 30 octobre 2019 précise que : « pour Loto, la part affectée aux gagnants est en moyenne, sur l'ensemble des tirages, de 55,35 % et la part affectée à l'option « 2nd tirage » est de 59 % ».
Depuis le 1er janvier 2014, TF1 diffuse les trois tirages hebdomadaires. Ils sont présentés par Vincent Cerutti, Estelle Denis, Jean-Pierre Foucault et Emma Cubaynes (en alternance).

#### Loto du patrimoine
Afin de contribuer à la sauvegarde du patrimoine en péril, Françoise Nyssen, ministre de la culture, met en place en collaboration avec la Française Des Jeux, un loto du patrimoine. Ce loto a eu lieu la veille des journées du patrimoine et a vu le jour en septembre 2018.

### Jeux de grattage (ou jeux instantanés)
La répartition des tickets perdants et gagnants est artificiellement contrôlée et répond à un cahier des charges validé au journal officiel et appelé « plan de lots ».
Dans les premières versions du Millionnaire, par exemple, le plan de lots était de 750 000 tickets, dans lesquels on devait trouver 1 gagnant TV, 3 gagnants à 50 000 F, 8 gagnants à 20 000 F, etc. jusqu'aux milliers de gagnants à 10 F. Tous ces gagnants représentaient une redistribution proche de 64 %… La création de la CSG et de la RDS ont modifié les plans de lots sans changer le prix de vente ni la somme maximum que le gagnant peut empocher. Les prélèvements sociaux se font à la source, en diminuant le nombre de gagnants dans le plan de lots.
L'uniformité de la distribution entre les lots permet à quiconque connaissant les résultats des premiers tickets de deviner ce qu'il reste dans le lot ; en particulier de savoir qu'un lot à peine entamé n'a plus guère de tickets gagnants, ou à l'inverse qu'un lot presque terminé a encore beaucoup de tickets gagnants. Cela est à l'origine d'un procès entre la FDJ et l'ingénieur à la retraite Robert Riblet (voir chapitre Affaires judiciaires).
En 1989, Oberthur devient l'imprimeur historique de la FDJ en imprimant le premier jeu grattable 100 000 F cash. En 1991, Oberthur construit une usine à Puy-Guillaume dédiée à l'impression des tickets de loterie. Le partenariat avec Oberthur durera jusqu'en 2000, date à laquelle l'État français décidera de faire imprimer ses tickets de grattage en Amérique du Nord et au Canada.
Les jeux de grattage sont réunis sous la marque Illiko.
En 2012, le jeu de grattage le plus vendu était Cash avec 362 millions de tickets. Pourtant, bien que celui-ci redistribuait précédemment 75 % des mises aux joueurs, le taux de redistribution a été abaissé en 2012 à 74 %. Depuis le 18 novembre 2013, ce taux a de nouveau été abaissé à 72 % par modification du plan de lots. En 2015, Cash rapporte à la FDJ 2,2 milliards €, devançant Parions Sport (1,8 milliard €) et le Loto (1,5 milliard €).

### Paris sportifs
Parions sport est la marque de paris sportifs de FDJ.
Le 3 novembre 2009, FDJ a lancé la plateforme Parions Web pour faire face à la concurrence des jeux en ligne sur Internet (BetClic, Unibet, Bwin…) et Parions Sport dans son réseau de proximité (bar/tabacs/presse).
En 2016, « Parions web » devient « Parions sport en ligne » et « Parions sport » devient « Parions sport point de vente ». Parions Sport En ligne propose des paris sportifs en ligne en pré-match et en direct. Parions sport point de vente propose des paris sportifs pré-match et en exclusivité le Loto Foot au sein du réseau des détaillants de la FDJ (27 000 points de vente).
En 2017, FDJ lance la plateforme Parions eSport, qui propose des paris sur les compétitions de eSport. Ces paris sont gratuits et ne rapportant pas d’argent, la législation n’autorisant pas les jeux d’argent sur l’eSport.
Un arrêté du 28 décembre 2015 précise l'organisation et l'exploitation par La Française des jeux de pronostics sportifs autorisés. Les jeux proposés sont soit fondés sur le principe de la répartition soit sur celui de la contrepartie ou sur une combinaison des deux. Les jeux peuvent reposer à la fois sur le hasard et sur des événements sportifs. Les jeux proposés peuvent être des paris sportifs organisés sur des compétitions ou des manifestations sportives relevant de quarante disciplines sportives au plus simultanément et reposant chacun sur vingt formules de jeu ou types de pari au plus.
En mars 2018, Illiko change de logo.

## Quelques chiffres
Nombre de tirages : 7 006 (a)
Gagnants à 6 numéros (rang 1) : 16 752 (a)
Millionnaires en euro : 2 471 (a)
Gain record au Loto : 30 000 000 € le 4 décembre 2021
Gain record au Super-Loto : 150 077 770 francs (soit 22 879 209 €) le 20 mars 1997 à Asnières-sur-Seine
Jackpot record Super-Loto : 30 009 676 € le 26 mai 2006 (15 millions € pour les deux gagnants)
Gain record en France à Euro Millions : 250 000 000 € le 15 août 2025
(a) tous les Loto's au 12/12/2021
- Chiffre d'affaires : 15,1 Mds € (2017)
- Sommes redistribuées : sur les 15,1 Mds € de mises, près de 95 % ont été redistribués : 66,8 % aux clients (10,1 Mds €), 21,8 % à la collectivité (3,3 Mds €), 6 % au réseau (0,9 Md €), 5,4 % à FDJ (0,8 Md €)[49]
- Millionnaires en euro : près de 200 gains supérieurs ou égaux à 1 M € en 2017.
- Gain record en France à Euro Millions : le jackpot moyen remporté en 2017 à Euro Millions-My Million était de 59 M € (vs 43 M € en 2016). Euro Millions-My Million a créé 121 millionnaires de plus en 2017[50].
- 4e loterie mondiale[51]
- 2e loterie européenne[51]
- 26,1 millions de joueurs de 18 ans et +[52]
- 30 800 points de vente (1er réseau de proximité de France)[53]
- + de 55 jeux FDJ proposés dans le réseau physique et en ligne
- 1,7 Md € de ventes numérisées en 2017[54]

### Mises encaissées
|                  | 2002  | 2003  | 2004  | 2005  | 2006  | 2007  | 2008  | 2009  | 2010   | 2011 | 2012 | 2013  |
| Mises encaissées | 7,430 | 7,787 | 8,552 | 8,920 | 9,473 | 9,306 | 9,203 | 9,997 | 10,551 | 11,4 | 12,1 | 12,35 |

|                  | 2014 | 2015 | 2016 | 2017 | 2018 | 2019  | 2020  | 2021   | 2022 |
| Mises encaissées |      | 13,7 | 14,3 | 15,1 | 15,8 | 17,23 | 9,997 | 10,551 | 20,6 |

### Répartition du chiffre d'affaires de 2018 par familles de jeux
En 2018, les mises atteignent le montant de 15,8 milliards d'euros (+ 4,4 % par rapport à 2017). Elles se sont réparties ainsi :
- jeux de grattage (jeux « illiko » : Morpion, Banco…) : 7,7 milliards (soit 49 %) ;
- jeux de tirage (Loto, Euromillions, Keno) : 5,1 milliards (32 %) ;
- paris sportifs : 3 milliards (19 %).

Par rapport à 2017 les paris sportifs augmentent nettement, les jeux de grattage augmentent également alors qu'il y a un léger recul des jeux de loterie.

## Réseau de détaillants

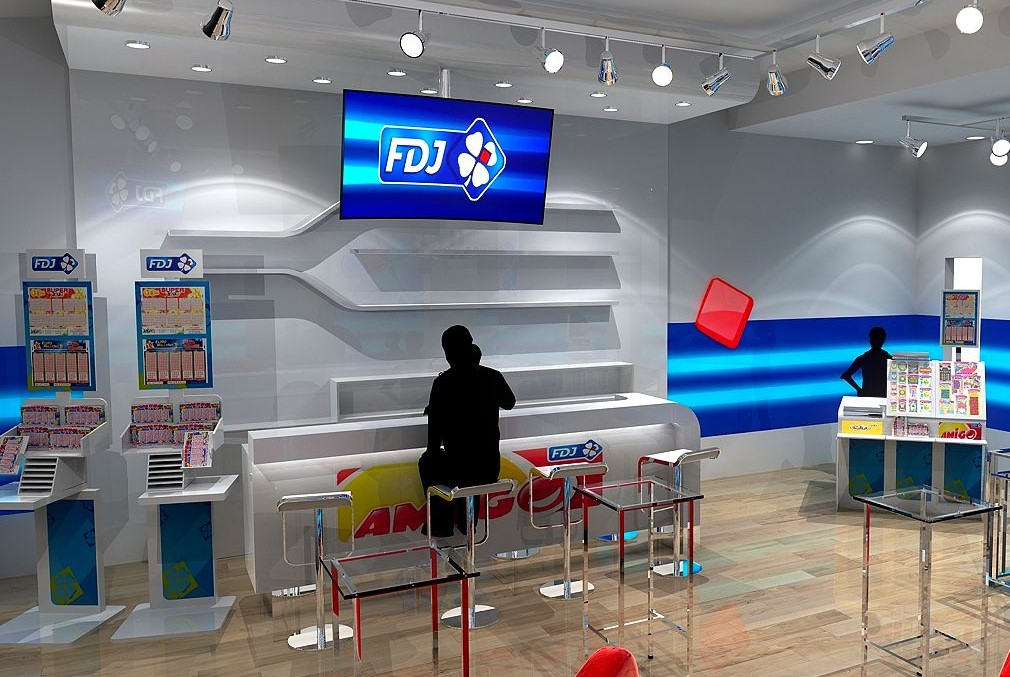
Boutique FDJ.

En 2017, sur les 15,1 milliards d'euros, près de 95 % ont été redistribués dont 6 % au réseau (0,9 Md €). Cette redistribution inclut les joueurs (66,8 % soit 10,1 milliards € en 2017), le réseau de détaillants (6 % soit 0,9 milliard € en 2017) et la collectivité (21,8 % soit 3,3 milliards €). Le réseau de détaillants compte 30 800 points de vente, comprenant des bureaux de tabac, des bars et diffuseurs de presse en métropole, épiceries de village et stations-service en Outre-mer.
En novembre 2019, FDJ annonce l'acquisition de Bimedia, éditeur de logiciel spécialiste des solutions d'encaissement et de paiement en point de vente, dans le but d'accompagner le développement et la modernisation de son réseau de détaillants.

## Organisation

### Présidents
- 1er janvier 1979-1983 : Maurice Caradet, président fondateur de la Société de la Loterie nationale et du Loto national (SLNLN)
- 1983-1987 : Michel Caste
- 1987-1989 : Jean-Pierre Teyssier
- 1989-1993 : Gérard Colé
- 1993-2000 : Bertrand de Gallé
- 2000-2014 : Christophe Blanchard-Dignac[62].
- depuis 2014 : Stéphane Pallez[63]

### Principaux actionnaires
Au 13 mars 2025 :
| Agence des participations de l'État                           | 21,09 %  |
| Union des blessés de la face et de la tête                    | 10,42 %  |
| Federation Nationale Andre Maginot                            | 4,404 %  |
| Soficoma SC                                                   | 3,093 %  |
| Predica Prévoyance Dialogue du Crédit Agricole SA (Invt Port) | 3 %      |
| Amundi Asset Management SASU (Investment Management)          | 0,5196 % |
| AG2R LA MONDIALE Gestion d'actifs SA                          | 0,2235 % |
| FDJ United (autocontrôle)                                     | 0,2077 % |
| State Street Global Advisors Ltd.                             | 0,138 %  |
| State Street Global Advisors France SA                        | 0,137 %  |

## Sponsoring sportifs

### Équipe cycliste masculine Groupama-FDJ
Depuis 1997, FDJ est sponsor d’une équipe cycliste professionnelle française. En 2018, pour sa 22e saison auprès de l’équipe, FDJ reçoit le renfort de Groupama pour former l’équipe cycliste Groupama-FDJ.

### Équipe cycliste féminine FDJ-Suez
Depuis 2017, la FDJ sponsorise l'équipe cycliste féminine FDJ-Suez.

### eSport
En 2017, FDJ se lance, en partenariat avec Webedia, dans le domaine de l’eSport en organisant des compétitions professionnelles (sous le nom de « FDJ Master League ») et amateurs (sous le nom de « FDJ Open Series »). La Française des Jeux espère ainsi contribuer à la démocratisation et à la régulation de ces compétitions.

## Autres sponsoring
En partenariat avec l'Office nationale de la Biodiversité, la Française des Jeux a proposé le jeu de grattage "Mission Nature" dont les joueurs contribuent financièrement à des actions de biodiversité. Ce jeu à gratter a été lancé en octobre 2023 et poursuivi en 2024. Au titre de la campagne de 2023, plus de 7 millions d'euros ont été récoltés,.

## Fondation FDJ
La Fondation d’entreprise FDJ a été créée en 1993. Ses actions s’inscrivent dans le prolongement de la vocation solidaire initiale de la Loterie Nationale, dont le but était de venir en aide aux invalides de guerre, anciens émetteurs de la Loterie Nationale et toujours actionnaires d’une partie du capital de l’entreprise.

## Identité visuelle (logo)

Logo de la Française des jeux de 1991 à 1999.
Logo de la Française des jeux de 1999 à 2010.
Logo du groupe Française des jeux de 2010 à 2021.
Logo de la FDJ, marque commerciale du groupe de novembre 2009 à 2021.
Logo de la Pacifique des Jeux depuis 2010.
Logo du groupe Française des jeux de 2021 au 6 mars 2025.
Logo de la FDJ, marque commerciale du groupe depuis 2021.
Logo de FDJ UNITED depuis le 6 mars 2025.

## Activité de lobbying

### Auprès des institutions de l'Union européenne
La Française des Jeux est inscrite depuis 2011 au registre de transparence des représentants d'intérêts auprès de la Commission européenne, et déclare en 2017 pour cette activité des dépenses annuelles d'un montant compris entre 200 000 et 300 000 euros.
Le 26 juillet 2021, la Commission européenne a annoncé l'ouverture d'une enquête approfondie sur l'octroi par l'État français de droits exclusifs à la Française des Jeux pour l'exploitation des loteries et paris sportifs pendant 25 ans, afin de déterminer si cet octroi est conforme ou non aux lois du marché commun européen, notamment en matière de droit de la concurrence.

### En France
La Française des jeux déclare à la Haute Autorité pour la transparence de la vie publique exercer des activités de lobbying en France pour un montant qui n'excède pas 300 000 euros sur le second semestre 2017.

## Affaires judiciaires
Le 30 novembre 2007, à la suite de la plainte d'un joueur qui conteste l’intégrité des jeux de grattage, le PDG de la société a été convoqué au tribunal,,,,,.
La Française des jeux (FDJ) a été déboutée, le mercredi 26 novembre 2008, de la plainte en diffamation qu'elle avait déposée contre Robert Riblet. Lors d'une intervention sur la radio Europe 1, en février 2006, Robert Riblet avait accusé la FDJ de « tricherie organisée ». Le tribunal correctionnel à Paris lui a accordé le bénéfice de la bonne foi en estimant que le propos « pour vif qu'il soit, ne dépasse pas les limites admissibles de la liberté d'expression dans une telle controverse ». Le fond de l'accusation par Robert Riblet repose sur le fait que les buralistes reçoivent les tickets de grattage par lot d'entre 50 et 150 ; chaque lot contient au plus un gros lot, ce qui peut inciter les buralistes à réserver les fins de paquets lorsqu'aucun ticket de valeur n'est sorti au préalable.
Le Juge d’instruction a rendu une ordonnance de non-lieu le 10 juillet 2014, en effet selon une source judiciaire citée par le média Europe 1 « Il n'y a pas de charges suffisantes pour retenir une quelconque tromperie de la part de la FDJ ». Ce non-lieu a été confirmé par la chambre de l’instruction qui a considéré qu’aucune faute pénale n’était caractérisée à l’encontre de la FDJ. Robert Riblet a formé un pourvoi en cassation le 2 février 2015. Ce pourvoi a été déclaré non admis par la Cour de cassation le 9 mars 2016. Une conséquence de l'affaire est que les tickets vendus par la Française des Jeux portent depuis la mention « Au moment de votre achat certains lots ont peut-être déjà été emportés ».